# Comisariado del Pueblo para las Nacionalidades
El Comisariado del Pueblo para las Nacionalidades, en ruso Народный комиссариат по делам национальностей, romanizado como: Narodny komissariat po delam natsionálnostei y abreviado НКНац (NKnats) o Наркомнац (Narkomnáts), fue un órgano bolchevique operativo entre 1917 y 1924 creado para gestionar las diferentes nacionalidades no rusas dentro de Rusia, dirigido por Iósif Stalin.
De acuerdo con Stephen Blank fue ideada por Lenin y Stalin como una herramienta para canalizar la participación de las masas. Creada formalmente en noviembre de 1917, la Narkomnáts constituyó originalmente una concesión simbólica de una mayor voz a las minorías; de ella dependían comisarías de menor tamaño para cada grupo étnico/nacional como judíos, ucranianos, georgianos, armenios, letones, chuvashes, polaco, buryatos, lituanos o estonios, entre otros. Dirigida desde 1918 por Stalin, este, sin embargo, tuvo una implicación limitada en las actividades del organismo: presidió 5 de las 6 primeras asambleas del organismo; sin embargo, faltaría a la cita de las 21 siguientes en dicho año; no asistiría a ninguna asamblea de la comisaría en 1919, o asistiría una de 42 reuniones en 1920. Llegaría a tomar parte, sin embargo, en las disputas que enfrentaron a Mirzá Sultán Galíev, el dirigente de la subcomisaría musulmana, al resto de miembros del órgano. Jeremy Smith sugiere la existencia de evidencias de que el relativo posterior aumento de las asistencias del revolucionario de origen georgiano al organismo estuvo vinculado a los planes de este para establecer a la Comisaría como plataforma para acumular poder personal, con base en las estrategias para transformar a la organización de Stalin estudiadas por Stephen Plank.
Las secciones nacionales y regionales del comisariado se centraron principalmente en la difusión de propaganda y asuntos educativos y culturales. En 1918, se creó un comité musulmán, mayoritariamente tártaro, dependiente de la comisariado. Según Blank, el nacimiento de la Narkomnáts constituyó un compromiso fruto de la tensión entre la reclamación nacional y el deseo bolchevique de contenerla y subordinarla dentro del partido. Perdió capacidad con la pérdida de competencias del organismo sobre las nuevas repúblicas soviéticas que se fueron constituyendo en los límites occidentales del antiguo imperio, produciéndose la clausura de las respectivas secciones nacionales.
La publicación oficial del comisariado fue el Zhizn natsionálnostei.
Disuelta en enero de 1924, sus funciones fueron asumidas por el Sóviet de las Nacionalidades, la segunda cámara del Sóviet Supremo de la Unión Soviética.

## Comisarios
| N.º | Comisario | Comisario                | Partido | Partido           | Periodo                                   | Gabinete |
| --- | --------- | ------------------------ | ------- | ----------------- | ----------------------------------------- | -------- |
| 1   |           | Iósif Stalin (1878–1953) |         | Partido Comunista | 8 de noviembre de 1917-7 de julio de 1923 | Lenin I  |